# Det norske køkken
Det norske køkken i sin traditionelle form er i høj grad baseret på de råvarer, som er let tilgængelige i Norge og landets bjerge og kyster. Det adskiller sig på mange måder fra det kontinentale køkken, idet der er større fokus på vildt og fisk. Mange af de traditionelle retter er et resultat af konservering, som har været nødvendig gennem den lange vinterperiode, hvor friske råvarer har været en mangelvare.
Det moderne norske køkken, der stadig er stærkt påvirke af sin traditionelle baggrund, er dog blevet påvirket af globalisering: Pasta, pizza, tacos, og lignende er lige så almindelige som kødboller og torsk som basisfødevarer.
Den norske fødevareindustri er den næststørste industri i landet.

## Måltider
Nordmændene spiser normalt tre til fire retter om dagen.

### Morgenmad (frokost)
En almindelig norsk morgenmad består af brød, myseost og mælk. Traditionelt har dette måltid inkluderet grød (mel, ris eller gryn kogt med mælk) eller rømmegrøt (med fløde i stedet for mælk).

### Frokost (lunsj)
For de fleste nordmænd består frokosten normalt af madpakke, ofte med simple rugbrødsmadder. 
Kantiner har ofte salatbarer, varme retter og mejeriprodukter som yoghurt, skyr og kvark.

### Aftensmad (middag)
Nordmændene spiser normalt deres aftensmad omkring kl. 17-19. Det er typisk det vigtigste måltid på dagen, og det består gerne af mad rigt på kulhydrater som kartofler og proteinrig mad som kød eller fisk.

### Natmad (kveldsmat)
Mange nordmænd spiser et meget lille måltid sent om aftenen inden de går i seng. Dette måltid er ofte meget lig morgenmaden.

## Norske madretter

### Ost
Norge har rige traditioner med retter, der benytter mælkeprodukter. Særlig kendt er gammelost og brunost (myseost).

### Seterkost
Tørret kød, der ofte spises sammen med flatbrød og rømme:
- Fenalår
- Spekepølse
- Morrpølse

Mælkeprodukter:
- Rømmegrøt
- Rømmekolle
- Gomme

## Anbefalet mad fra Norge
I en undersøgelse fra 2012 udført af TNS Gallup på vegne af Hotels.com spurgte man et repræsentativt udvalg af nordmændene, hvilke retter de ville anbefale turister at smage, når de var på besøg i Norge. De otte mest populære retter var:
1. Pinnekjøtt
2. Spekemat
3. Kødboller i brun sovs
4. Fårikål
5. Rømmegrøt
6. Ribbe
7. Ludfisk
8. Pizza Grandiosa